# Список наград и номинаций Боба Дилана
Боб Ди́лан (англ. Bob Dylan, при рождении Ро́берт А́ллен Ци́ммерман, англ. Robert Allen Zimmerman; род. 24 мая 1941, Дулут, Миннесота) — американский автор-исполнитель, художник, писатель и киноактёр, одна из самых влиятельных фигур в поп-музыке на протяжении последних пятидесяти лет. Большая часть самых известных работ музыканта была написана в 1960-х годах, когда его провозгласили «голосом поколения» и одной из главных персон протеста. После релиза дебютного альбома в 1962 году, Дилан совершил прорыв выпустив пластинку The Freewheelin' Bob Dylan (1963), включающую песни «Blowin’ in the Wind» и «A Hard Rain’s a-Gonna Fall», а также ещё несколько композиций прочно ставших символами эпохи. В 1964 году последовало издание политизированного The Times They Are a-Changin’ и более абстрактного Another Side of Bob Dylan. После этого, за 18 месяцев, музыкант записал три своих самых важных и влиятельных альбома 1960-х: Bringing It All Back Home, Highway 61 Revisited и Blonde on Blonde. В 1966 году Дилан снизил публичную деятельность после аварии на мотоцикле. В этот период он много работал с группой The Band, которые также выступали с ним в качестве концертной группы; результатом совместной деятельности стал альбом The Basement Tapes, выпущенный в 1975 году. В конце 1960-х — начале 70-х годов Дилан увлёкся музыкой кантри, что выразилось в материале пластинок John Wesley Harding, Nashville Skyline и New Morning. В 1975 году состоялся релиз Blood on the Tracks, одной из ключевых пластинок для карьеры музыканта, за ней последовал ещё один успешный альбом — Desire (1976). В конце 1970-х Дилан обратился к христианству, и выпустил серию альбомов в стиле госпел, в частности, Slow Train Coming, после чего вернулся к своему традиционному рок-звучанию в лонгплее Infidels. Среди наиболее знаковых работ поздней карьеры музыканта, критики выделяют Time Out of Mind, Love and Theft и Tempest. Последние альбомы Дилана посвящены традиционной американской музыке, в частности песням из «Великого Американского Песенника» и творчеству Фрэнка Синатры. С конца 1980-х Дилан организовал регулярный гастрольный тур, т. н. Never Ending Tour, где выступает вместе со своей сценической группой на гитаре, клавишных и губной гармонике. Дилан один из самых коммерчески успешных музыкантов всех времён — по состоянию на 2017-й год суммарный тираж его альбомов превышает 100 миллионов копий.
На протяжении всей своей карьеры Дилан был удостоен множества престижных наград, включая двенадцать премий «Грэмми», один «Оскар» и один «Золотой глобус». Помимо этого, он был включён в Зал славы рок-н-ролла, Зал славы авторов песен и Зал славы авторов песен Нэшвилла.
В январе 1990 года Дилан был награждён «Орденом Искусств и литературы». В мае 2000 года музыкант получил приз «Polar Music Prize», который вручал Король Швеции Карл XVI. В июне 2007 года он стал лауреатом «Премии принцессы Астурийской» в категории «Искусство». В 2008 году музыкант получил специальный приз «Пулитцеровской премии». В мае 2012 года ему была вручена Президентская медаль Свободы. В феврале 2015 года Национальная академия искусства и науки звукозаписи объявила Дилана «Человеком года», в знак признания его «филантропского и художественного вклада в общество». В ноябре 2013 года музыкант получил «Орден Почётного легиона» от министра образования Франции Орели Филиппетти. Помимо этого Дилан является лауреатом «награды имени Томаса Пейна», медали центра имени Джона Кеннеди, приза имени Дороти и Лиллиан Гиш, а также «Почётным доктором музыки» Принстонского и Сент-Эндрюсского университетов.
13 октября 2016 года шведская Академия объявила о присуждении Дилану «Нобелевской премии по литературе» «за создание новых поэтических выражений в великой американской песенной традиции».
Однако он отказался приехать на церемонию вручения, сославшись на непреодолимые обстоятельства.
В итоге диплом и медаль были вручены музыканту 1 апреля 2017 года на отдельном мероприятии, в связи с пожеланиями лауреата вручение происходило в камерной обстановке, никого из представителей СМИ там не было, присутствовали только члены Академии.
Для того, чтобы получить денежную премию в размере 8 миллионов крон, Дилан должен был в течение шести месяцев (начиная с 10 декабря) прочитать традиционную нобелевскую лекцию. Однако лауреат отказался это делать, некоторое время спустя завив, что вышлет в комитет видиоверсию, хотя первоначально предполагалось, что он прочитает лекцию в перерыве между серией концертов в Швеции.

## Грэмми
| Год  | Церемония | Категория                                         | Альбом / «Песня»       | Итог      |
| ---- | --------- | ------------------------------------------------- | ---------------------- | --------- |
| 1963 | 5-я       | Лучшая запись этнического или традиционного фолка | Bob Dylan              | Номинация |
| 1979 | 21-я      | Лучшее мужское вокальное рок исполнение           | «Gotta Serve Somebody» | Победа    |
| 1991 | 31-я      | Премия за жизненные достижения                    |                        | Победа    |
| 1994 | 36-я      | Лучший альбом традиционного фолка                 | World Gone Wrong       | Победа    |
| 1997 | 39-я      | Лучшее мужское вокальное рок исполнение           | «Cold Irons Bound»     | Победа    |
| 1997 | 39-я      | Лучший альбом современного фолка                  | Time Out of Mind       | Победа    |
| 1997 | 39-я      | Альбом года                                       | Time Out of Mind       | Победа    |
| 2001 | 43-я      | Лучший альбом современного фолка                  | Love and Theft         | Победа    |
| 2006 | 48-я      | Лучший альбом современного фолка                  | Modern Times           | Победа    |
| 2006 | 48-я      | Лучшее сольное вокальное рок исполнение           | «Someday Baby»         | Победа    |

## Зал славы Грэмми
В зал славы Грэмми входят записи, имеющие важное историческое значение. Необходимое условие: разница между временем, когда была сделана запись, и временем включения её в зал, должна составлять не менее 25 лет.
| Год записи | Альбом / «Песня»          | Год включения в зал |
| ---------- | ------------------------- | ------------------- |
| 1963       | «Blowin’ in the Wind»     | 1994                |
| 1965       | «Like a Rolling Stone»    | 1998                |
| 1966       | Blonde on Blonde          | 1999                |
| 1965       | «Mr. Tambourine Man»      | 2002                |
| 1965       | Highway 61 Revisited      | 2002                |
| 1965       | Bringing It All Back Home | 2006                |

## Зал славы рок-н-ролла
Боб Дилан вошёл в Зал славы рок-н-ролла в 1988 году. Кроме того, в списке 500 песен, повлиявших на рок-н-ролл, присутствуют пять его записей.
| Год записи | «Песня»                         |
| ---------- | ------------------------------- |
| 1963       | «Blowin’ in the Wind»           |
| 1963       | «The Times They Are a-Changin’» |
| 1965       | «Like a Rolling Stone»          |
| 1965       | «Subterranean Homesick Blues»   |
| 1975       | «Tangled Up in Blue»            |

## Кинопремии
- 2000 — Премия «Золотой глобус» за лучшую песню («Things Have Changed», Вундеркинды)
- 2001 — Премия «Оскар» за лучшую песню к фильму («Things Have Changed», Вундеркинды)

## Прочие награды
| Год  | Название                               | Итог                            |
| ---- | -------------------------------------- | ------------------------------- |
| 1963 | Премия Томаса Пейна                    | Награждён                       |
| 1970 | Принстонский университет               | Статус почётного доктора музыки |
| 1982 | Зал славы композиторов                 | Введён                          |
| 1990 | Орден Искусств и литературы            | Награждён (Командор)            |
| 1997 | Медаль Центра имени Кеннеди            | Награждён                       |
| 1997 | Премия Дороти и Лиллиан Гиш            | Награждён                       |
| 2000 | Polar Music Prize                      | Победитель                      |
| 2002 | Зал славы композиторов Нэшвилла        | Введён                          |
| 2004 | Сент-Андрусский университет            | Статус почётного доктора музыки |
| 2007 | Премия Принца Астурийского             | Лауреат                         |
| 2008 | Специальный приз Пулитцеровской премии | Победитель                      |
| 2009 | Национальная медаль искусств США       | Награждён                       |
| 2012 | Президентская медаль Свободы           | Награждён                       |
| 2013 | Орден Почётного легиона                | Награждён                       |